# Харрис, Ричард
Ри́чард Сент-Джон Фрэ́нсис Ха́ррис (англ. Richard St. John Francis Harris; 1 октября 1930, Лимерик, Ирландское Свободное государство — 25 октября 2002, Лондон, Великобритания) — ирландский актёр и певец. Один из наиболее ярких представителей Британской новой волны. В 2020 году занял третье место в списке «50 величайших актёров Ирландии всех времён» по версии журнала The Irish Times.
Приобрёл широкую известность после исполнения главной роли в спортивной драме «Такова спортивная жизнь». Другие примечательные фильмы с его участием — «Красная пустыня», «Камелот», «Кромвель», «Поле», «Непрощённый», «Гладиатор» и «Граф Монте-Кристо». Современному зрителю известен ролью Альбуса Дамблдора в первом и втором фильмах франшизы «Гарри Поттер».
Обладатель призов Каннского и Московского кинофестивалей, лауреат премий «Грэмми» и «Золотой глобус». Двукратный номинант на премию «Оскар».

## Ранняя жизнь
Ричард Харрис, пятый из восьми детей, родился 1 октября 1930 года в ирландском городе Лимерик в католической семье среднего класса. Его родители — торговец мукой Иван Джон Харрис и Милдред Жозефина Харти Харрис.
Харрис получил образование в иезуитском колледже Crescent. С ранних лет он увлёкся регби, но ему пришлось прервать спортивную карьеру после заболевания туберкулёзом в подростковом возрасте. Тем не менее, актёр так и остался поклонником регби до самой смерти. Харрис являлся почитателем клуба «Манстер» и часто посещал матчи команды.
После выздоровления Харрис переехал в Англию, решив стать режиссёром. В 1955 году он поступил в Лондонскую академию музыки и драматического искусства для обучения актёрскому мастерству. Затем Харрис попытался зачислиться в Королевскую академию драматического искусства, однако провалил прослушивание, а также не был принят в Центральную школу речи и драмы из-за неподходящего возраста (24 года).
После окончания учёбы в академии Харрис присоединился к Театральной мастерской Джоан Литлвуд. В 1956 году он появился в своей первой постановке «Обречённый», затем начал получать роли в других спектаклях в театрах Вест-Энда.

## Карьера

### Актёрская карьера
Дебютировал в кино в 1959 году с второстепенной ролью в британской комедии «Жив-здоров». Спустя четыре года приобрёл всемирную известность после выхода фильма «Такова спортивная жизнь», где он, сам в недавнем прошлом регбист, сыграл главного героя — противоречивого спортсмена Фрэнка Мэчина. Эта работа принесла ему награду на Каннском кинофестивале за лучшую мужскую роль, а также номинации на премии «Оскар» и BAFTA.
В 1964 году Харрис снялся в драме «Красная пустыня», ставшей одной из самых скандальных в его карьере из-за частых споров актёра с режиссёром Микеланджело Антониони и проблем с наркотиками в период съёмок. В дальнейшем Антониони признавал, что ему было тяжело работать с Харрисом, и жалел о его назначении на главную роль. Зато успешным стал мюзикл «Камелот», где актёр сыграл короля Артура (премия «Золотой глобус»), а также заглавная роль в «Кромвеле» (приз за лучшую мужскую роль на Московском международном кинофестивале).
В 1970—1980-х годах Ричард Харрис много работал в приключенческих фильмах и вестернах, среди которых «Человек по имени Лошадь» и ряд его продолжений, «Перевал Кассандры», «Смерть среди айсбергов» и других.
В 1990 году вышел драматический фильм «Поле», где актёр сыграл сурового фермера «Быка» Маккейба, пытающегося отстоять свою землю от выкупа. Эта роль принесла ему номинации на премии «Оскар» и «Золотой глобус». Он также сотрудничал с российским режиссёром Никитой Михалковым, в 1998 году появившись в его исторической драме «Сибирский цирюльник».
На закате карьеры Харрис снялся в роли Альбуса Дамблдора в первом и втором фильмах франшизы о Гарри Поттере. Изначально актёр отказался участвовать в съёмках из-за проблем со здоровьем, но в итоге дал согласие после угроз его внучки прекратить общение с ним.
На рубеже 1990-х и 2000-х годов Харрис неоднократно играл исторических и известных личностей: естествоиспытатель Джордж Адамсон («Прогулка со львами»), римский император Марк Аврелий («Гладиатор»), аббат Фариа («Граф Монте-Кристо») и древнеримский диктатор Луций Корнелий Сулла («Юлий Цезарь», вышедший уже после его смерти). Последней работой Харриса стала озвучка пришельца Опаза в мультфильме «Каена: Пророчество».

### Музыкальная карьера
Харрис также записал несколько музыкальных альбомов, в один из которых, A Tramp Shining, была включена 7-минутная кавер-версия песни «MacArthur Park» Джимми Уэбба. Сингл достиг 2 места в американском чарте Billboard Hot 100, был продан экземплярами более миллиона копий и получил статус «золотой диск». В период с 1968 по 1973 год актёром было выпущено ещё 5 студийных альбомов.

## Личная жизнь

### Семья
В 1957 году Ричард Харрис женился на Элизабет Рис-Уильямс. В браке у них родились трое детей: Дамиан (р. 1958), ставший режиссёром и сценаристом, а также Джаред (р. 1961) и Джейми (р. 1963), оба актёры. В 1969 году Харрис и Рис-Уильямс развелись.
Второй супругой Харриса стала американская актриса и модель Энн Тёркел, которая была на 16 лет моложе его. Их брак просуществовал с 1974 по 1982 год. Несмотря на это, они оставались хорошими друзьями.

### Скандалы
Ричард Харрис, наравне с карьерой, также был известен бурным образом жизни. Актёр часто конфликтовал со съёмочными командами, из-за чего снискал репутацию непростого и вспыльчивого человека.
В 1960—1980 годах он страдал от алкоголизма и наркотической зависимости, в связи с чем распались его браки с Рис-Уильямс и Тёркел. В 1978 году он прекратил употреблять наркотики после того, как едва не умер от передозировки кокаином, а в 1983 году — алкоголь.

## Болезнь и смерть
В августе 2002 года актёр был госпитализирован с пневмонией, после чего ему диагностировали лимфогранулематоз. Спустя два месяца состояние Харриса резко ухудшилось, последние три дня он находился в коме. Скончался 25 октября 2002 года на 73-м году жизни в больнице, не приходя в сознание, в окружении своей семьи. Прах актёра, согласно его завещанию, развеян над Багамскими островами, где он жил последние годы.

## Память

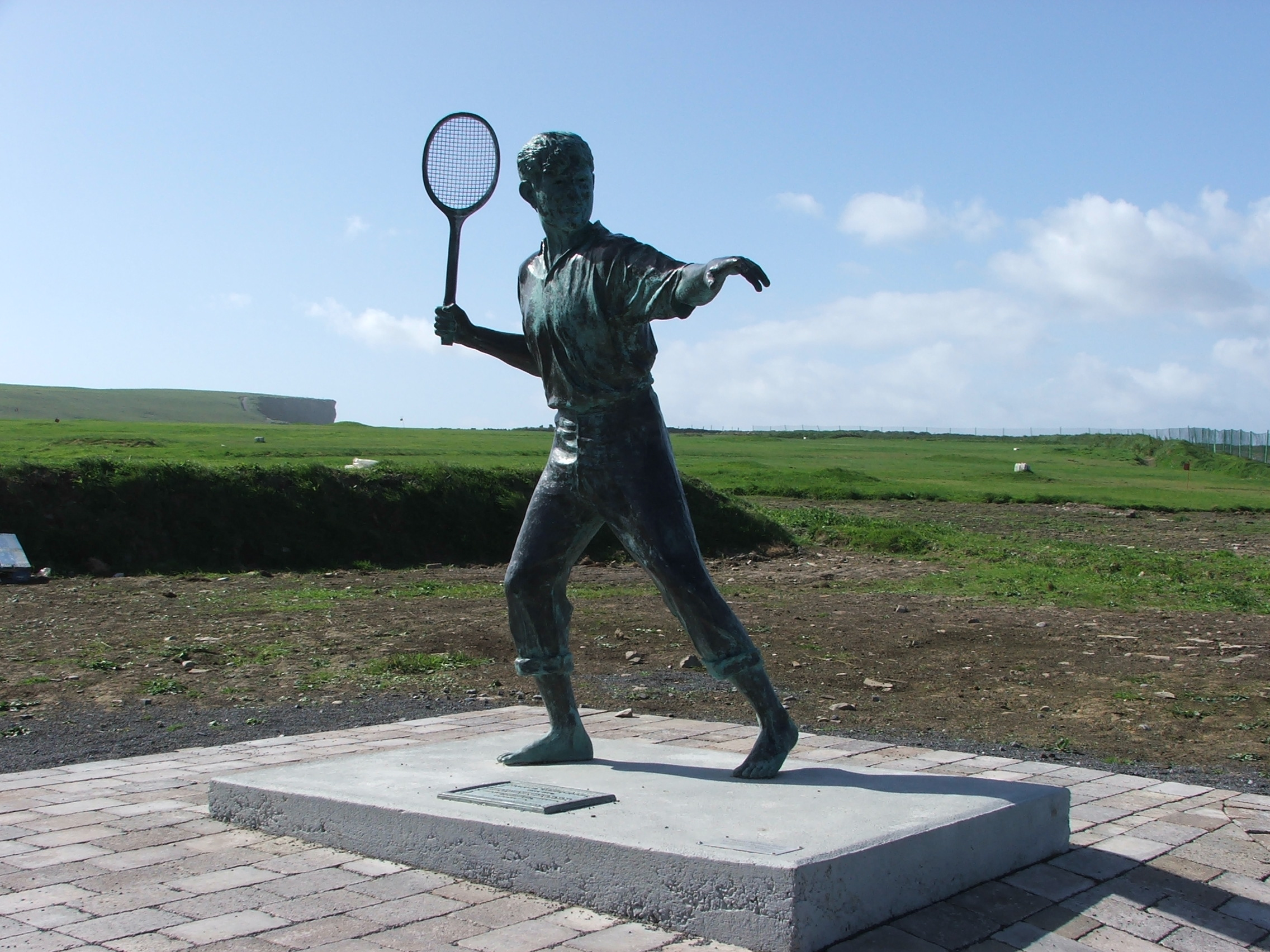
Статуя Харриса, играющего в сквош

30 сентября 2006 года Мануэль Ди Люсия, давний друг Харриса, организовал размещение в городе Килки бронзовой статуи 18-летнего актёра, играющего в сквош, в натуральную величину. Автором скульптуры является Шеймус Коннолли. Статуя была открыта Расселлом Кроу, коллегой Харриса по фильму «Гладиатор».
Другая статуя Ричарда Харриса, в роли короля Артура из фильма «Камелот», была возведена осенью 2007 года в центре его родного города Лимерик. Скульптором этого памятника был Джим Коннолли.
В 2009 году на церемонии вручения премии BAFTA актёр Микки Рурк посвятил свою награду за лучшую мужскую роль Харрису, назвав его «великим» и «замечательным другом».
С 2013 года в Лимерике проводится ежегодный Международный кинофестиваль имени Ричарда Харриса, основанный Робом Гиллом и Зебом Муром.

## Избранная фильмография

### Актёр
| Год  |     | Русское название                         | Оригинальное название                    | Роль                                         |
| ---- | --- | ---------------------------------------- | ---------------------------------------- | -------------------------------------------- |
| 1959 | ф   | Пожмите руку дьяволу                     | Shake Hands with the Devil               | Теренс O’Брайен                              |
| 1959 | ф   | Крушение Мэри Дир                        | The Wreck of the Mary Deare              | лейтенант Хиггинс                            |
| 1961 | ф   | Длинный и короткий и высокий             | The Long and the Short and the Tall      | Джонстон                                     |
| 1961 | ф   | Пушки острова Навароне                   | The Guns of Navarone                     | лидер звена австралийских ВВС Говард Барнсби |
| 1962 | ф   | Мятеж на «Баунти»                        | Mutiny on the Bounty                     | Джон Миллз                                   |
| 1963 | ф   | Такова спортивная жизнь                  | This Sporting Life                       | Фрэнк Мэчин                                  |
| 1964 | ф   | Красная пустыня                          | Il deserto rosso                         | Коррадо Зеллер                               |
| 1965 | ф   | Майор Данди                              | Major Dundee                             | капитан Бенджамин Тайрин                     |
| 1965 | ф   | Три лица                                 | I tre volti                              | Роберт                                       |
| 1965 | ф   | Герои Телемарка                          | The Heroes of Telemark                   | Кнут                                         |
| 1966 | ф   | Библия                                   | The Bible                                | Каин                                         |
| 1967 | ф   | Камелот                                  | Camelot                                  | Король Артур                                 |
| 1970 | ф   | Кромвель                                 | Cromwell                                 | Оливер Кромвель                              |
| 1970 | ф   | Молли Магуайерс                          | The Molly Maguires                       | Джеймс Макпарлан                             |
| 1970 | ф   | Человек по имени Лошадь                  | A Man Called Horse                       | Джон Морган                                  |
| 1971 | ф   | Человек диких прерий                     | Man in the Wilderness                    | Захария Басс                                 |
| 1973 | ф   | Смертельные преследователи               | The Deadly Trackers                      | шериф Килкпатрик                             |
| 1974 | ф   | Мёртв на 99,44%                          | 99 and 44/100% Dead                      | Гарри Краун                                  |
| 1976 | ф   | Отзвуки лета                             | Echoes of a Summer                       | Юджин                                        |
| 1976 | ф   | Возвращение человека по имени Лошадь     | The Return of a Man Called Horse         | Джон Морган                                  |
| 1976 | ф   | Робин и Мэриан                           | Robin and Marian                         | Ричард Львиное Сердце                        |
| 1976 | ф   | Перевал Кассандры                        | The Cassandra Crossing                   | доктор Джонатан Чемберлен                    |
| 1977 | ф   | Путешествия Гулливера                    | Gulliver's Travels                       | Гулливер                                     |
| 1977 | ф   | Смерть среди айсбергов                   | Orca                                     | капитан Нолан                                |
| 1977 | ф   | Золотое рандеву                          | Golden Rendezvous                        | Джон Картер                                  |
| 1978 | ф   | Дикие гуси                               | The Wild Geese                           | капитан Рэйфер Джендерс                      |
| 1979 | ф   | Игра для стервятников                    | Game for Vultures                        | Дэвид                                        |
| 1979 | ф   | Разрушители                              | Ravagers                                 | Фальк                                        |
| 1979 | ф   | Последнее слово                          | The Last Word                            | Дэнни                                        |
| 1981 | ф   | Тарзан, человек-обезьяна                 | Tarzan — The Ape Man                     | Джеймс Паркер                                |
| 1981 | ф   | Ваш билет больше не действителен         | Your Ticket Is No Longer Valid           | Джейсон                                      |
| 1982 | ф   | Высшая точка                             | Highpoint                                | Льюис                                        |
| 1983 | ф   | Триумфы человека по имени Лошадь         | The Triumphs of a Man Called Horse       | Джон Морган                                  |
| 1985 | ф   | День Мартина                             | Martin's Day                             | Мартин                                       |
| 1988 | ф   | Мегре                                    | Maigret                                  | Жюль Мегрэ                                   |
| 1989 | ф   | Мэкки-Нож                                | Mack the Knife                           | мистер Пичем                                 |
| 1990 | ф   | Быстрее ветра                            | King of the Wind                         | король Георг II                              |
| 1990 | ф   | Поле                                     | The Field                                | «Бык» Маккэйб                                |
| 1992 | ф   | Игры патриотов                           | Patriot Games                            | Падди O’Нил                                  |
| 1992 | ф   | Непрощённый                              | Unforgiven                               | англичанин Боб                               |
| 1993 | ф   | Я боролся с Эрнестом Хемингуэем          | Wrestling Ernest Hemingway               | Фрэнк                                        |
| 1994 | ф   | Язык молчания                            | Silent Tongue                            | Прескотт Роу                                 |
| 1994 | мтф | Авраам: Хранитель веры                   | Abraham                                  | Авраам                                       |
| 1995 | ф   | Дикие сердца                             | Savage Hearts                            | сэр Роджер Фоксли                            |
| 1995 | ф   | Два цвета времени                        | Cry, the Beloved Country                 | Джеймс Джарвис                               |
| 1996 | ф   | Славный парень Эдди                      | Trojan Eddie                             | Джон Пауэр                                   |
| 1997 | тф  | Горбун из Нотр-Дама                      | The Hunchback                            | Клод Фролло                                  |
| 1997 | ф   | Это море                                 | This Is the Sea                          | старик Джейкобс                              |
| 1998 | ф   | Сибирский цирюльник                      | The Barber of Syberia                    | Дуглас Маккрекен                             |
| 1999 | ф   | Прогулка со львами                       | To Walk with Lions                       | Джордж Адамсон                               |
| 1999 | ф   | Мой гризли                               | Grizzly Falls                            | Гарри в старости                             |
| 2000 | ф   | Гладиатор                                | Gladiator                                | римский император Марк Аврелий               |
| 2000 | тф  | Апокалипсис: Откровение Иоанна Богослова | San Giovanni - L'apocalisse              | Иоанн Патмосский                             |
| 2001 | ф   | Гарри Поттер и философский камень        | Harry Potter and the Philosopher’s Stone | Альбус Дамблдор                              |
| 2001 | ф   | Жемчужина                                | The Pearl                                | доктор Карл                                  |
| 2002 | ф   | Граф Монте-Кристо                        | The Count of Monte Cristo                | аббат Фариа                                  |
| 2002 | ф   | Гарри Поттер и тайная комната            | Harry Potter and the Chamber of Secrets  | Альбус Дамблдор                              |
| 2002 | мтф | Юлий Цезарь                              | Julius Caesar                            | диктатор Луций Корнелий Сулла                |

### Режиссёр и сценарист
- 1971 — Блумфилд / Bloomfield

### Продюсер
- 1976 — Отзвуки лета / Echoes of a Summer (исполнительный продюсер)
- 1976 — Возвращение человека по имени Лошадь / The Return of a Man Called Horse (исполнительный продюсер)

## Награды и премии
- 1963 — премия Каннского кинофестиваля за лучшую мужскую роль («Такова спортивная жизнь»)
- 1968 — премия «Золотой глобус» за лучшую мужскую роль в мюзикле/комедии («Камелот»)
- 1971 — приз Московского международного кинофестиваля за лучшую мужскую роль («Кромвель»)
- 1971 — приз «Бронзовый ковбой» («Человек по имени Лошадь»)
- 1974 — премия «Грэмми» в номинации «Лучший разговорный альбом» аудиозаписи книги «Чайка по имени Джонатан Ливингстон»
- 1993 — приз «Бронзовый ковбой» («Непрощённый»)
- 2000 — премия European Film Awards за вклад в кинематограф
- 2000 — премия на Wine Country Film Festival за вклад в кинематограф
- 2001 — премия Empire Awards за вклад в кинематограф
- 2001 — премия London Critics Circle Film Awards
- 2002 — премия Ричарда Харриса (в рамках премии BIFA, посмертно)